# Заурбек, Султан Суйындыкулы
Султан Суйындыкулы Заурбек (каз. Сұлтан Заурбек; род. 19 апреля 1996 года, г. Шымкент, Казахстан) — непобеждённый казахстанский боксер-профессионал, выступающий во второй полулегкой весовой категории. В любителях Заслуженный мастер спорта Республики Казахстан.  В профессионалах действующий чемпион IBF Inter-Continental (2025), бывший чемпион по версиям —  WBC Youth World Super Feather (2019), WBO European Super Feather (2021), WBA Continental (2024).
Лучшая позиция по рейтингу BoxRec — 11-я (апрель 2025) и является 1-м среди казахстанских боксёров второго полулёгкого веса, а по рейтингам основных международных боксёрских организаций занимает: 3-ю строчку рейтинга WBA, 5-ю строку рейтинга IBF— входя в ТОП-15 лучших боксеров второго полулёгкого веса всего мира.

## Биография
Родился и вырос в городе Шымкент, Казахстан, в многодетной семье. У него две сестры — старшая и младшая, а также младший брат. Происходит из рода Сиргели Старшего жуза. Его мать всегда верила в его потенциал и вдохновляла, говоря, что он напоминает легендарного Майка Тайсона.
В спорт Султан пришел в 11 лет, начав заниматься кикбоксингом. За пять лет занятий он достиг впечатляющих успехов: четырёхкратный чемпион Казахстана по кикбоксингу; Победитель чемпионата спартакиады в Атырау (2012 год); Заслужил звания мастера спорта (МС) и мастера спорта международного класса (МСМК).

## Любительская карьера
В 2012 году он перешел в бокс, начав выступать в категории до 52 кг. Здесь он также заслужил звания МС и МСМК, продолжив карьеру на любительском уровне. В возрасте 16 лет и быстро показал выдающиеся результаты в любительской карьере. Он неоднократно становился победителем и призером турниров в Казахстане и за его пределами, что сделало его имя узнаваемым среди поклонников бокса.

## Профессиональная карьера
В конце 2018 года он перешел в профессиональный бокс, подписав контракт с британской промоутерской компанией MTK Global, чтобы достичь новых высот. На сегодняшний день его рекорд составляет 19 побед, 0 поражений, из которых 13 побед он одержал нокаутом, подтверждая свое мастерство и силу. Султан тренировался в Англии и Шотландии, но в настоящее время проживает в Лос-Анджелесе, США, где проходит его тренировочный лагерь. Работа с профессиональными тренерами и спарринги на высоком уровне помогают ему готовиться к важным поединкам и совершенствовать свои навыки. Выступая во второй легкой весовой категории, Султан Заурбек демонстрирует зрелищный и техничный бокс, который привлекает внимание болельщиков и экспертов. Его трудолюбие, целеустремленность и талант делают его одним из самых перспективных боксеров современности.
Выступая во втором полулегком весе, Султан демонстрирует зрелищный, техничный и зрелищный стиль, который привлекает внимание зрителей и экспертов.

#### Бой с Азингой Фузиле
5 апреля 2025 года в со-главном поединке вечера бокса Алимханулы - Нгамисенге в лимите второго полулёгкого веса (до 59 кг) прошёл по очкам бывшего претендента на титул IBF Азингу Фузиле (18-3, 12 КО). Оба боксера боксировали в левше, хозяин ринга поддавливал, инициатива находилась на его стороне, что дало ему выиграть первую половину боя. Фузиле не плохо контратаковал, но всё же попытки эти были редки и не дали изменить ход боя. Вторая половина боя была уверенно за казахом. Счёт судей отражает происходящее:  97—93 дважды, 96—94.

## Достижения
- Кубок Жетысу 2013, Казахстан, Чемпион до 56 кг.
- Чемпионат Азии 2014, Бангкок, Чемпион до 56 кг.
- Кубок Бранденбурга 2014, Германия, Чемпион до 56 кг.
- Чемпион Азии среди молодёжи (2014).
- Серебряный призёр молодёжного чемпионата мира (2014)
- Белградский Победник, Белград 2016, Чемпион до 60 кг.
- Бронзовый призёр Исламских игр солидарности (2017)[2].

## Статистика профессиональных боёв
В таблице перечислены результаты всех поединков боксёров.
В каждой строке указан результат поединка. Дополнительно номер поединка обозначен цветом, который обозначает итог поединка. Расшифровка обозначений и цветов представлена в нижеследующей таблице.
| Пример | Расшифровка                     |
| ------ | ------------------------------- |
|        | Победа                          |
|        | Ничья                           |
|        | Поражение                       |
|        | Планируемый поединок            |
|        | Поединок признан несостоявшимся |
| КО     | Нокаут                          |
| ТКО    | Технический нокаут              |
| PTS    | Решение судей (по очкам)        |
| UD     | Единогласное решение судей      |
| MD     | Решение большинства судей       |
| SD     | Раздельное решение судей        |
| RTD    | Отказ от продолжения боя        |
| DQ     | Дисквалификация                 |
| NC     | Поединок признан несостоявшимся |

| Бой | Рекорд   | Дата            | Соперник                          | Место боя                                                                           | Результат         | Комментарии                                                                                        |
| --- | -------- | --------------- | --------------------------------- | ----------------------------------------------------------------------------------- | ----------------- | -------------------------------------------------------------------------------------------------- |
| 20  | 20(13)-0 | 5 Апреля 2025   | Азинга Фузиле (18-3-0)            | Барыс Арена, Астана, Казахстан                                                      | UD (10/10)        | Завоевал IBF Inter-Continental Super Feather (vacant)                                              |
| 19  | 19(13)-0 | 7 Декабря 2024  | Дамиан Вжесиньски (22-4-2)        | SETU Arena,Waterford, Ирландия                                                      | UD (10/10)        | Вжезиньски побывал в нокдауне в 10-м раунде от левого удара в голову.                              |
| 18  | 18(13)-0 | 21 Июня 2024    | Роман Рубен Рейносо (22-4-2)      | Bolton Whites Hotel (De Vere Whites),Telford, United Kingdom                        | TKO 1 (1/10) 1:41 | Завоевал WBA Continental Super Feather. Рейносо побывал в нокдауне трижды.                         |
| 17  | 17(12)-0 | 1 Марта 2024    | Виктор Хулио (17-10-0)            | Telford International Centre,Telford, United Kingdom                                | PТS (8/8)         | Хулио побывал в нокдауне в 6-м раунде.                                                             |
| 16  | 16(12)-0 | 10 ноября 2023  | Серхио Мартин Соса (13-3-0)       | Brighton Centre,Brighton, United Kingdom                                            | ТKO 6 (6/10) 1:24 | Соса побывал в нокдауне в 4-м и 6-м раундах.                                                       |
| 15  | 15(11)-0 | 21 Июля 2023    | Джон Картер (15-0-1)              | Meadowbank Sports CentreHotel,Edinburgh, United Kingdom                             | ТKO 3 (3/10) 1:44 | Остановка боя в третьем раунде, рассечение правого глаза Картера.                                  |
| 14  | 14(10)-0 | 24 Март 2023    | Реукен Кона Факундо Арсе (15-9-2) | Bolton Whites Hotel,Bolton, United Kingdom                                          | ТKO 5 (5/8) 1:44  | Арсе был в нокдауне до остановки боя                                                               |
| 13  | 13(9)-0  | 15 апреля 2022  | Николас Науэль Ботелли (11-6-0)   | York Hall Bethnal Green, United Kingdom                                             | KO 5 (5/10) 0:41  | Заурбек побывал в нокдауне в 3-м раунде; Ботелли был нокаутирован левым хуком в корпус.            |
| 12  | 12(8)-0  | 11 декабря 2021 | Райан Уиллер (16-1-1)             | Спортивный комплекс ЦСКА, Алматы, Казахстан                                         | ТКО 6 (6/10) 1:36 | Завоевал WBO European Super Feather                                                                |
| 11  | 11(7)-0  | 10 Июля 2021    | Ронни Кларк (21-4-2)              | Дворец спорта и культуры им. Балуана Шолака, Алматы, Казахстан                      | UD (10/10)        | Завоевал WBO European Super Feather (vacant)                                                       |
| 10  | 10 (7)-0 | 18 декабря 2020 | Владислав Мельник (12-2-0)        | Казахская академия транспорта и коммуникаций имени м. Тынышпаева, Алматы, Казахстан | UD (10/10)        | |
| 9   | 9 (7)-0  | 16 декабря 2019 | Лешан Ли (16-3-2)                 | Дворец спорта и культуры им. Балуана Шолака, Алматы, Казахстан                      | RTD 4 (4/8), 3:00 | Завоевал WBC Youth World Super Feather (vacant), Команда Лешана отказались от продолжения поединка |
| 8   | 8 (6)-0  | 6 июля 2019     | Георгий Гачечиладзе (16-34-1)     | Барыс Арена, Астана, Казахстан                                                      | TKO 7 (7/8) 2:15  | Гачехиладзе был нокдауне в первом раунде                                                           |
| 7   | 7 (5)-0  | 1 Июня 2019     | Серхио Гонсалес (10-15-5)         | Vale Sports Arena, Cardiff, Канада                                                  | TKO 8, (8/8) 2:44 | |
| 6   | 6 (4)-0  | 5 апреля 2019   | Чэнхун Тао (7-5-2)1               | Emirates Golf Club, Dubai, ОАЭ                                                      | KO 5 (5/6)        | Нокаут в 5 раунде                                                                                  |
| 5   | 5 (3)-0  | 2 марта 2019    | Лестер Кантильяно (4-24-0)        | East of England Arena, Peterborough, Великобритания                                 | PTS 6 (6/6),      | Bob Williams 60-54                                                                                 |
| 4   | 4 (3)-0  | 22 февраля 2019 | Лиубен Тодоров (6-3-0)            | Йорк Холл, Бетнал Грин, Великобритания                                              | KO 4 (4/6), 1:00  | Тодоров упал после удара левой в корпус в конце 3-го раунда и дважды в 4-м                         |
| 3   | 3 (2)-0  | 16 июня 2018    | Стефан Николае (3-60-2)           | Йорк Холл, Бетнал Грин, Великобритания                                              | KO 1/4, 2:04      | Техническим нокаутом в 1 раунде ударом в корпус.                                                   |
| 2   | 2 (1)-0  | 24 ноября 2018  | Джонсон Теллез(9-44-5)            | Casino de Monte Carlo Salle Medecin, Monte Carlo, Монако                            | ТKO 3 (3/4), 1:06 | Теллез упал один раз во 2-м раунде и два раза в 3-м раунде                                         |
| 1   | 1 (0)-0  | 26 октября 2018 | Хосе Агилар (16-52-4)             | Йорк Холл, Бетнал Грин, Великобритания                                              | PTS (4/4),        | Профессиональный дебют Султана, нокаут в 1 раунде и во втором                                      |